# Bernský honič
Bernský honič je lovecké plemeno, spadající pod švýcarské honiče, poslední dobou je ovšem stále více chován jako společník. Stále ještě není příliš známý mezi veřejností.

## Historie
Plemeno se ve Švýcarsku vyskytovalo nejspíše již v dobách starých Římanů, o čemž vypovídají zejména umělecká díla z těchto dob. Posláním bernských honičů bylo doprovázet pěší lovce na divokou zvěř. Jejich předky budou nejspíše jezevčíci nebo zakrslá štěňata honičů. Plemeno švýcarský honič se vyskytuje ve více uznaných varietách (Jurský, Švycký, Luzernský, Bernský). Vzájemné krížení nikdy nebylo povoleno.

## Popis
Bernský honič je lovecký pes ušlechtilého vzhledu, má dlouhé vlající uši. Délka těla je v poměru k jeho výšce v kohoutku asi 1,15/1. Výška v kohoutku je v poměru k jeho hloubce hrudníku asi 2/1. Délka čenichu je v poměru k délce jeho lebky asi 1/1. Zbarvení bílé s černými skvrnami nebo s černým sedlem, bledě až intenzivně pálené nad očima, na lících, na vnitřní straně uší a okolo řitního otvoru, někdy lehce skvrnité. Pes má v kohoutku 49 až 59 cm, fena 47 až 57 cm.

## Charakteristika a péče
Toto plemeno potřebuje velmi dobré fyzické i psychické vyžití, ideální je pro něj lovecký výcvik, ale nadání má i pro většinu psích sportů (flyball, coursing ap.). Pokud je bernský honič „nevyběhaný“, psychicky i fyzicky trpí.
Péče o krátkou hladkou srst, jakou tento pes má, je snadná, stačí vyčesávat v době línání a otírat mokrým ručníkem, kterým uvolníme „odumřelé chlupy.“

## Chov
Ve vrhu bývá většinou 5–10 štěňat. Zejména do věku osmi týdnů je třeba dobrá výživa, pokud má fena málo mléka, mělo by se začít co nejdříve přikrmovat.